# Sándor Gellér
Sándor Gellér (ur. 12 lipca 1925 w Vesszős, zm. 13 marca 1996 w Budapeszcie) – węgierski piłkarz grający na pozycji bramkarza. W swojej karierze rozegrał 8 meczów w reprezentacji Węgier.

## Kariera klubowa
Gellér był z pochodzenia Żydem. Swoją karierę piłkarską rozpoczynał w klubie Püspökladányi SC. Grał w nim w latach 1945-1947. Następnie przeszedł do pierwszoligowego MTK Budapeszt. Zawodnikiem MTK był do końca swojej kariery, czyli do 1962 roku. Z MTK trzykrotnie był mistrzem kraju w latach 1951, 1953 i 1958 oraz sześciokrotnie wicemistrzem w latach 1950, 1952, 1954, 1955, 1957 i 1959. W 1952 roku zdobył Puchar Węgier, a w 1955 roku – Puchar Mitropa.

## Kariera reprezentacyjna
W reprezentacji Węgier Gellér zadebiutował 24 września 1950 roku w wygranym 12:0 towarzyskim meczu z Albanią. W 1952 roku zdobył z Węgrami złoty medal na igrzyskach olimpijskich w Helsinkach. W 1954 roku został powołany do kadry na mistrzostwa świata w Szwajcarii, na których Węgry wywalczyły wicemistrzostwo świata. Na Mundialu był rezerwowym bramkarzem i nie rozegrał żadnego spotkania. Od 1950 do 1956 roku rozegrał w kadrze narodowej 8 meczów.
| Mecze i gole w reprezentacji | Mecze i gole w reprezentacji | Mecze i gole w reprezentacji | Mecze i gole w reprezentacji | Mecze i gole w reprezentacji | Mecze i gole w reprezentacji | Mecze i gole w reprezentacji |
| #                            | Data                         | Stadion                      | Rywal                        | Wynik                        | Gol                          | Rozgrywki                    |
| 1950                         | 1950                         | 1950                         | 1950                         | 1950                         | 1950                         | 1950                         |
| ---------------------------- | ---------------------------- | ---------------------------- | ---------------------------- | ---------------------------- | ---------------------------- | ---------------------------- |
| 1.                           | 24.09.1950                   | Budapeszt, Węgry             | Albania                      | 12:0                         | 0                            | towarzyski                   |
| 1951                         |                              |                              |                              |                              |                              |                              |
| 2.                           | 18.11.1951                   | Budapeszt, Węgry             | Finlandia                    | 8:0                          | 0                            | towarzyski                   |
| 1952                         |                              |                              |                              |                              |                              |                              |
| 3.                           | 22.06.1952                   | Helsinki, Finlandia          | Finlandia                    | 6:1                          | 0                            | towarzyski                   |
| 1953                         |                              |                              |                              |                              |                              |                              |
| 4.                           | 25.11.1953                   | Londyn, Anglia               | Anglia                       | 6:3                          | 0                            | towarzyski                   |
| 1954                         |                              |                              |                              |                              |                              |                              |
| 5.                           | 23.05.1954                   | Budapeszt, Węgry             | Anglia                       | 7:1                          | 0                            | towarzyski                   |
| 1956                         |                              |                              |                              |                              |                              |                              |
| 6.                           | 29.04.1956                   | Budapeszt, Węgry             | Jugosławia                   | 2:2                          | 0                            | towarzyski                   |
| 7.                           | 20.05.1956                   | Budapeszt, Węgry             | Czechosłowacja               | 2:4                          | 0                            | towarzyski                   |
| 8.                           | 03.06.1956                   | Bruksela, Belgia             | Belgia                       | 4:5                          | 0                            | towarzyski                   |